# ГЕС Агус І
ГЕС Агус І — гідроелектростанція на Філіппінах на острові Мінданао. Знаходячись перед ГЕС Агус II, становить верхній ступінь в каскаді на річці Агус, яка дренує озеро Ланао та на північному узбережжі острова впадає до затоки Іліган внутрішнього моря Бохоль (моря Мінданао).
У межах проєкту на виході річки з великого природного озера Ланао звели регулюючу греблю Мараві, яка дозволила перетворити водойму на сховище з корисним об'ємом 1715 млн м3. Ліворуч від витоку Агус починається підвідний канал довжиною 0,86 км, через який ресурс подається до облаштованого в підземному виконанні на глибині 97 метрів машинного залу розмірами 70 × 40 метрів при висоті 17 метрів.
Основне обладнання станції становлять дві турбіни потужністю по 40 МВт, які при напорі у 62 метри забезпечують виробництво 456 кВт·год електроенергії на рік.
Відпрацьована вода по двох відвідних тунелях довжиною по 1,5 км з діаметром 6,8 метра та відвідному каналу довжиною 0,2 км транспортується до річки Агус.
Видача продукції відбувається по ЛЕП, розрахованій на роботу під напругою 138 кВ.